# Alexandru Marcu
Alexandru Marcu (n. 31 decembrie 1894 Burdujeni județul Botoșani, astăzi în județul Suceava – d. 27 februarie 1955, Văcărești-București) a fost un profesor român, savant italienist, traducător, membru corespondent (1940) al Academiei Române, subsecretar de Stat în Ministerul Propagandei, în Guvernul condus de Ion Antonescu (3). A murit în închisoarea Văcărești.

## Biografie
Alexandru Marcu s-a născut la 31 decembrie 1894, la Burdujeni județul Botoșani, astăzi în județul Suceava.
A fost absolvent al Colegiului Național Carol I din Craiova. A fost licențiat în litere, în 1919, al Facultății de Litere și Filosofie din București. La recomandarea profesorului Ramiro Ortiz, a studiat la Roma, la Accademia di Romania (1923-1924). A obținut titlul de doctor în litere la Florența (Italia).
Alexandru Marcu a fost profesor la Universitatea din București, specialist în italienistică, membru corespondent (1940) al Academiei Române. A tradus din literatura italiană. În timpul războiului a fost decan al Facultății de Litere din București.
Profesorul Alexandru Marcu a fost numit pe 4 decembrie 1941 în funcția de ministru subsecretar de Stat la Departamentul Propagandei în guvernul Ion Antonescu (3). După răsturnarea regimului lui Ion Antonescu, Alexandru Marcu a fost arestat. Conform deciziei criminală cu nr. 27 din 6 februarie 1948,  Alexandru Marcu, deținut în penitenciarul Văcărești, a fost condamnat la 12 (doisprezece) ani temniță grea și la cinci ani detențiune riguroasă […], urmînd să execute numai pedeapsa de doisprezece ani temniță grea cu degradare civică pe același termen [...].
Deținut politic, a murit în închisoarea Văcărești-București.

## Distincții
- Ordinul „Coroana României” în gradul de Mare Ofițer (7 noiembrie 1941)[1]
- Ordinul Meritul Cultural în gradul de Cavaler cl. I, pentru litere (23 septembrie 1942)[5]

## Opera
- Un pittore romano all’Accademia di S.Luca: Giorgio Tataresco, Roma, 1923;
- Romanticii italieni și Românii, București 1924
- La Spagne ed il Portogallo nella visione dei romantici italiani, in: Ephemeris dacoramana. Annuario della Scuola romena di Roma, 2, 1924, pp. 66–222
- Un fédele amico G.V. Ruscalla, Livorno, 1926;
- L’Italia in cerca della latinità dei Romeni, 1927;
- V. Alecsandri și Italia, București 1927 (în italiană: V. Alecsandri e l'Italia. Contributo alla storia dei rapporti culturali tra l'Italia e la Rumenia nell'Ottocento, Roma 1929)
- Romantismul italian, București 1929
- Dicționar român-italian, București 1929 (624 de pagini)
- Conspiratori și conspirații în epoca renașterii politice a României 1848-1877, București 1930
- Simion Bărnuțiu, Al. Papiu Ilarian și Iosif Hodoș la studii în Italia cu documente inedite, București 1935
- Torquato Tasso în romantica românească, I, București 1937
- Figuri femenine din renaștere, București 1939
- Aspecte italiene (schițe, studii, amintiri), București 1942
- Valoarea artei in Renaștere, București 1942, 1982 (ediție italiană: Il valore dell'arte nel Rinascimento, Firenze 1943).

### Traducător
- Giovanni Papini, Viața lui Isus, Editura „Cartea Românească”, 1928. Ediția a II-a a apărut la Editura „Ago-Temporis” din Chișinău în 1991; (Titlul original: Storia di Cristo, 1921)
- Dante Alighieri, Infernul, tradus de Alexandru Marcu, ilustrat de Mac Constantinescu, editat de Scrisul Românesc, Craiova, 1932 (traducere în proză).
- Dante Alighieri, Purgatoriul, tradus de Alexandru Marcu, ilustrat de Mac Constantinescu, editat de Scrisul Românesc, Craiova, 1933 (traducere în proză).
- Dante Alighieri, Paradisul, tradus de Alexandru Marcu, ilustrat de Mac Constantinescu, editat de Scrisul Românesc, Craiova, 1934 (traducere în proză).
- Giovanni Papini, Un om sfârșit, Editura „Socec”, 1943.
- Vittorio Alfieri, Mirra[6], Tragedie în 5 acte, Colecția „Teatrul Italian”, Institutul de Cultură Italiană, Imprimeria „Tiparul Universitar”, București, 1943, [str.] Elie Radu, 6.
- Gabriele D'Annunzio, Fata lui Iorio, Colecția „Teatrul Italian”, Tragedie pastorală în 3 acte, Institutul de Cultură Italiană, Imprimeria „Tiparul Universitar”, București, 1943.
- Critica italiană dela Vico la Croce. Antologia alcătuită, București 1941 (Antologie de critică literară italiană de la Vico la Croce).
- Edoardo Susmel, Fascismul italian, București, Fundația Culturală Principele Carol, 1928.